# بي داو
بي داو (北岛)  وإسمه الحقيقي زاو زينكاي (من مواليد 2 غشت 1949 بمدينة بكين) هو كاتب وشاعر صيني 

## حياته
بعد إنهائه الدراسة بالسلك الثانوي، التحق بي داو بالحرس الأحمر، لكنه أنهى تلك التجربة بخيبة أمل كبيرة جعلته يثور على النظام ليكون المتحدث الفعلي بٱسم أصدقاءه من الجيل الذين تمت التضحية بهم خلال الثورة الثقافية في السبعينيات.

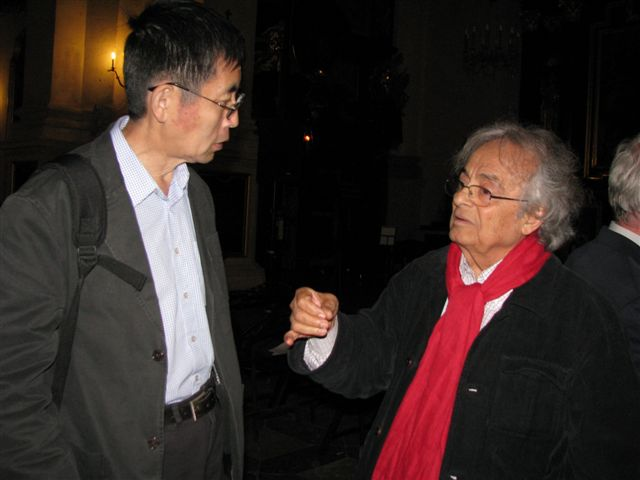
الكاتب بي داو رفقة الشاعر الكبير المعروف بأدونيس سنة 2011

.

## وصلات خارجية
- بي داو على موقع الموسوعة البريطانية (الإنجليزية)
- بي داو على موقع مونزينجر (الألمانية)
- بي داو على موقع إن إن دي بي (الإنجليزية)

- البيانات الشخصية ومحاضرات بي داو في ستانفورد الرئاسية
- ملف شعري بالإنجليزية للكاتب بي داو
- رامي أبو شهاب - الشاعر الصيني بي داو - الحوار المتمدن
- شعر وديوان الكاتب
- مختارات شعرية للشاعر الصيني
- باتجاه نافذة ضائعة} لبي داو
- هونغ كونغ تعيش مع درويش في أمسية غير مسبوقة حضر الصينيون وغاب العرب!!
- باي داو الشاعر الصيني «الضبابي»
- الشاعر الصيني «بي داو».. الحرية خيار الإنسان
- وتأبين للشاعر في هونغ كونغ